# مطار بيزا الدولي
مطار بيزا الدولي (بالإيطالية: Aeroporto Internazionale di Pisa)(إياتا: PSA، إيكاو: LIRP) يسمى أيضًا مطار غاليلو غاليلي، هو مطار دولي يخدم مدينة بيزا في إيطاليا.

## شركات الطيران
| شركـات طيـران              | الوجهات |
| -------------------------- | --- |
| طيران إيجيان               | موسمي: مطار أثينا الدولي (تستأنف 6 يوليو 2023) |
| أير لينغس                  | موسمي: مطار دبلن الدولي |
| طيران ألبانيا              | مطار تيرانا الدولي |
| العربية للطيران            | مطار محمد الخامس الدولي |
| Air Dolomiti               | مطار فرانكفورت |
| طيران البلطيق              | موسمي: مطار ريغا الدولي |
| Albawings                  | مطار تيرانا الدولي |
| الخطوط الجوية البريطانية   | مطار لندن هيثرو |
| إيزي جيت                   | مطار بريستول، مطار غاتويك، مطار لندن لوتن، مطار مانشستر، مطار باريس شارل ديغول (تبدأ في 29 أكتوبر 2023)، مطار باريس أورلي موسمي: مطار سخيبول أمستردام، مطار برلين براندنبرغ |
| يورو وينجز                 | موسمي: مطار كولونيا بون الدولي |
| فلاي دبي                   | مطار دبي الدولي |
| جيت تو دوت كوم             | موسمي: مطار برمينغهام، Leeds/Bradford، مطار مانشستر |
| آير شاتل النرويجية         | موسمي: مطار كوبنهاغن، مطار هلسنكي فانتا، مطار أوسلو-غاردرموين، مطار ستوكهولم أرلاندا |
| رايان إير                  | Alghero، Bari، مطار بوفيه - تيه، مطار برلين براندنبرغ، مطار برمينغهام، مطار بوردو ميرينياك، Brindisi، مطار بروكسل الدولي، مطار هنري كواندا الدولي، مطار بودابست فرانز ليست الدولي، Cagliari، مطار كاتانيا-فونتاناروسا، مطار بروكسل شارلروا الجنوب، مطار دبلن الدولي، مطار إدنبرة، مطار آيندهوفن، Fuerteventura، مطار جرندة كوستا برافا، مطار كناريا الكبرى، مطار كراكوف، Lamezia Terme ‏، مطار لشبونة، مطار لندن ستانستد، مطار مدريد باراخاس الدولي، مطار مالقة الدولي، مطار مالطا الدولي، مطار مانشستر، مطار مراكش المنارة الدولي، مطار باليرمو الدولي، مطار ميورقة، Paphos، مطار فاكلاف هافيل الدولي، مطار إشبيلية، مطار ستوكهولم أرلاندا، مطار تينيريفي الجنوبي، مطار تيرانا الدولي (تبدأ في 31 أكتوبر 2023)، مطار تراباني-بيرغي، مطار بلنسية، مطار فروتسواف موسمي: Billund، مطار خانية الدولي ‏، مطار كوبنهاغن (تبدأ في 1 يوليو 2023)، Corfu، Cork، East Midlands ‏، مطار غدانسك ليخ فاونسا، Glasgow–Prestwick، Gothenburg، مطار إيبيزا، Kefalonia، Kos (تبدأ في 3 يوليو 2023)، مطار ميمينجين، Rhodes، مطار سكياثوس الدولي، مطار وارسو مودلين، مطار زادار |
| الخطوط الجوية الإسكندنافية | موسمي: مطار كوبنهاغن، مطار أوسلو-غاردرموين، مطار ستوكهولم أرلاندا |
| Silver Air ‏                | Elba |
| ترانسافيا                  | مطار سخيبول أمستردام |
| فولوتيا                    | موسمي: مطار نانت، Olbia |
| ويز للطيران                | مطار هنري كواندا الدولي، مطار تيرانا الدولي |